# André de Witte
André de Witte – duchowny rzymskokatolicki, w latach 1994–2020 biskup Ruy Barbosa.